# Endre Sík
Endre Sík (* 2. April 1891 in Budapest; † 10. April 1978 ebenda) war ein ungarischer Politiker der Ungarischen Sozialistischen Arbeiterpartei MSZMP (Magyar Szocialista Munkáspárt), der unter anderem von 1948 bis 1949 Botschafter in den USA sowie zwischen 1958 und 1961 Außenminister der Ungarischen Volksrepublik war und 1967 mit dem Internationalen Lenin-Friedenspreis ausgezeichnet wurde.

## Leben

### Studium, Kriegsgefangenschaft und Wissenschaftler in der Sowjetunion
Sík begann nach dem Schulbesuch ein Noviziat bei den Piaristen in Vác und im Anschluss ein Studium der katholischen Theologie am Theologische Akademie Budapest. Dieses Studium brach er jedoch 1913 ab und absolvierte ein Studium der Rechtswissenschaften an der Universität Budapest. Während des Studiums verfasste er Artikel für die sozialdemokratische Tageszeitung Népszava und die Zeitschrift Szocializmus, in denen er sich auch mit Fragen des Marxismus befasste. 1914 wurde er zum Militärdienst im Ersten Weltkrieg eingezogen und geriet 1915 in russische Kriegsgefangenschaft, die er in Lagern in Irkutsk verbrachte. Dort gehörte er zu einer Gruppe von kommunistisch orientierten Kriegsgefangenen, die im März 1920 der Kommunistischen Partei der Sowjetunion (KPdSU) beitraten. In der Folgezeit lebte er in verschiedenen Städten in Sibirien wie Tschita und engagierte sich dort als Parteifunktionär, ehe er 1923 als Parteifunktionär nach Moskau ging.
1926 begann er ein Studium an der Philosophischen Fakultät des Lehrerausbildungsinstituts in Moskau und übernahm nach deren Abschluss 1928 außerordentlicher Professur an der Ostafrika-Abteilung der Kommunistischen Arbeiteruniversität Moskau. Nachdem er zwischen 1930 und 1933 Leiter der dortigen Ostafrika-Abteilung war, war er zwischen 1933 und 1936 Wissenschaftlicher Mitarbeiter am Institut für Internationale Landwirtschaft der Internationalen Lenin-Schule. Danach arbeitete er in der Redaktions- und Verlagsabteilung der Kommunistischen Internationale und übernahm 1937 wieder seine Funktion als Leiter der Ostafrika-Abteilung der Kommunistischen Arbeiteruniversität Moskau. Nachdem er diese Stellung im Zuge der Stalinschen Säuberungen verloren hatte, war er zwischen 1938 und 1941 als Wissenschaftlicher Mitarbeiter am Institut für Geschichte der Akademie der Wissenschaften der UdSSR. Daraufhin war er von Juni 1941 bis 1943 Übersetzer für die ungarische Sprache beim Kossuth Rádió und war zwischen Oktober und Dezember 1941 dort auch Moderator. Danach war er Mitarbeiter am Institut für Ethnografie der Akademie der Wissenschaften der UdSSR sowie von Januar bis April 1945 Chefredakteur von Kossuth Rádió.

### Botschafter, Außenminister und Lenin-Friedenspreis
Nachdem Sík im September 1945 nach Ungarn zurückgekehrt war, trat er in den diplomatischen Dienst des Außenministeriums ein und war zunächst vom 30. Juli 1947 bis zum 26. Juni 1948 Botschaftsrat an der Botschaft in den USA, ehe er zwischen dem 20. Juli 1948 und dem 17. September 1949 selbst Botschafter in den USA war. Danach fungierte er als Leiter der Politischen Abteilung des Außenministeriums sowie als Direktor der Diplomatischen Akademie, ehe er zwischen 1954 und dem 12. Januar 1955 Vize-Außenminister sowie vom 12. Januar 1955 bis zum 15. Februar 1958 Erster Vize-Außenminister war. 
Am 15. Februar 1958 wurde Sík Nachfolger des am 3. Februar 1958 verstorbenen Imre Horváth als Außenminister (Külügyminiszter) und bekleidete dieses Ministeramt bis zu seiner Ablösung durch den bisherigen Ersten Vize-Außenminister János Péter am 13. September 1961. Am 5. Dezember 1959 wurde er auf dem VII. Parteikongress der MSZMP auch zum Mitglied des Zentralkomitees (ZK) gewählt und gehörte diesem bis zum X. Parteikongress am 28. November 1970 an. 
Sík, der auch ein anerkannter Fachmann und Autor von Fachbüchern zu Afrika war und 1962 einen Doktor der Geschichtswissenschaften erwarb, war zwischen 1963 und seinem Tode 1978 Mitglied des Präsidiums des Weltfriedensrates sowie von 1964 bis 1978 Vorsitzender des Nationalen Friedensrates. 1967 wurde er mit dem Internationalen Lenin-Friedenspreis ausgezeichnet und gehörte zuletzt zwischen 1971 und seinem Tode auch dem Exekutivkomitee des Präsidiums des Weltfriedensrates an.

### Ehrungen und Auszeichnungen
Für seine Verdienste wurde er ferner mit mehreren weiteren Orden ausgezeichnet und erhielt unter anderem 1956 und 1958 den Orden des Roten Banners der Arbeit (Munka Vörös Zászló érdemrendje), 1965 den Staatspreis der Ungarischen Volksrepublik (A Magyar Népköztársaság Állami Díja), 1967 den Sozialistischen Verdienstorden (Szocialista Hazáért érdemrend) sowie 1970 den Orden der Flagge der Volksrepublik Ungarn (Magyar Népköztársaság Zászlórendje).

## Veröffentlichungen
- Faji kérdés és marxizmus, Moskau 1930, Neuauflage Budapest 1971
- La discussion de l’ordre du jour de l'Assemblée générale des Nations Unies Intervention, Budapest 1958
- Hajdú Gyula: Diplomáciai és Nemzetközi Jogi Lexikon, Akadémiai Kiadó, 1959–1967
- A nagy Mirambo árnyékában, Móra Ferenc Ifjúsági Kiadó, Budapest 1962
- Hősköltemény prózában, Szépirodalmi kiadó, Budapest 1962
- Fekete-Afrika története, 4 Bände, Budapest 1964–1973
- Ellenméreg Szépirodalmi kiadó, Budapest 1964
- Egy diplomata feljegyzései, Kossuth Kiadó, Budapest 1966 (gekürzte deutsche Fassung: Aufzeichnungen eines Diplomaten, Militärverlag der Deutschen Demokratischen Republik, Berlin 1975)
- Próbaévek, Zrinyi Katonai Kiadó, Budapest 1967
- Bem rakparti évek, Kossuth Kiadó, Budapest 1970
- Vihar a levelet…, Zrinyi kiadó, Budapest 1970 (Neuauflage 1988)